# Anne Kursinski
Anne Kindig Kursinski (née le 16 avril 1959 à Pasadena) est une cavalière américaine de saut d'obstacles.

## Palmarès

### Jeux olympiques
- Jeux olympiques de 1988 à Séoul ( Corée du Sud) :
  -  Médaille d'argent par équipe de saut d'obstacles.
- Jeux olympiques de 1996 à Atlanta ( États-Unis) :
  -  Médaille d'argent par équipe de saut d'obstacles.

### Jeux panaméricains
- 1983 :  Médaille d'or de l'épreuve individuelle.

### Championnat des États-Unis de saut d'obstacles
- 2003 : Vice-championne.